# Alberto Casares
Alberto Idelfonso Casares y Urioste Molina (Buenos Aires, Argentina; 23 de enero de 1855 - Buenos Aires, Argentina, 9 de noviembre de 1906) fue un político argentino que se desempeñó en varios cargos, entre ellos el de intendente de la ciudad de Buenos Aires en dos oportunidades (1902-1904 y durante 1906).

## Biografía
Alberto Casares nació en Buenos Aires el 23 de enero de 1855, hijo de Sebastián Casares y Dolores Urioste Molina, ambos de familias de la clase alta porteña. Por parte de su padre era nieto de Vicente Casares, propietario de unas de las compañías navieras de cabotaje más importantes de la época y fue cónsul General Español en Buenos Aires. Por parte de su madre era nieto de Félix Urioste, un hacendado español que fue miembro del Directorio y accionista de los bancos de la provincia de Buenos Aires y del Nacional, fue miembro de la Primera Sociedad Minera y delegado por Buenos Aires para la negociación del célebre empréstito de la Baring Brothers de 1824. Fue bautizado en la Iglesia de San Ignacio el 21 de febrero de 1855. Se casó con Isabel Lumb, con quien tuvo 4 hijos, y formó parte del Jockey Club. 
En 1882 Casares fue nombrado miembro de la Comisión de Canalización del Riachuelo, actuando como secretario de la misma. En 1884 fue nombrado intendente municipal de la ciudad de Arrecifes, localidad en la cual su familia materna poseía una estancia y campos. Luego fue director del Banco de la Provincia de Buenos Aires en 1886 y para mayo de 1890 fue nombrado presidente del Banco. El 30 de octubre de 1890 fue nombrado por el gobernador Julio A. Costa como ministro de Hacienda de la provincia de Buenos Aires. Renunció al cargo como ministro para asumir como legislador provincial pero su paso por la misma fue breve ya que dimitió al poco de asumir y se retiró de la vida pública tras sus desacuerdos con la política que llevaba a cabo el gobernador Costa. 
En marzo de 1892, el gobierno del presidente Carlos Pellegrini lo nombró como Director de la Caja de Conversión y más tarde fue miembro del Consejo Escolar del primer distrito de la Capital Federal. En marzo de 1898 fue candidato a vicegobernador de la provincia de Buenos Aires por el Partido Nacional Independiente (PNI), una agrupación política provincial creado debido a la negativa de una parte de la dirigencia del PAN a sostener como candidato a gobernador al radical Bernardo de Irigoyen. El PNI realizó una alianza electoral en la Asamblea Electoral con la Unión Cívica Nacional, que gobernaba la provincia, llevando como candidato a gobernador al mitrista Juan Carballido y a vicegobernador a Casares, pero la fórmula no resultó electa. El 19 de septiembre de 1898, el Departamento de Marina del Ministerio de Guerra y Marina, que manejaba el general Nicolás Levalle, lo nombró como intendente general de la Marina, debido al conflicto con Chile que vivía la Argentina en esos momentos.  Renunció al cargo de intendente de Marina cuando el presidente Julio Argentino Roca lo nombró como intendente municipal de la ciudad de Buenos Aires el 20 de octubre de 1902. 

### Intendente de Buenos Aires

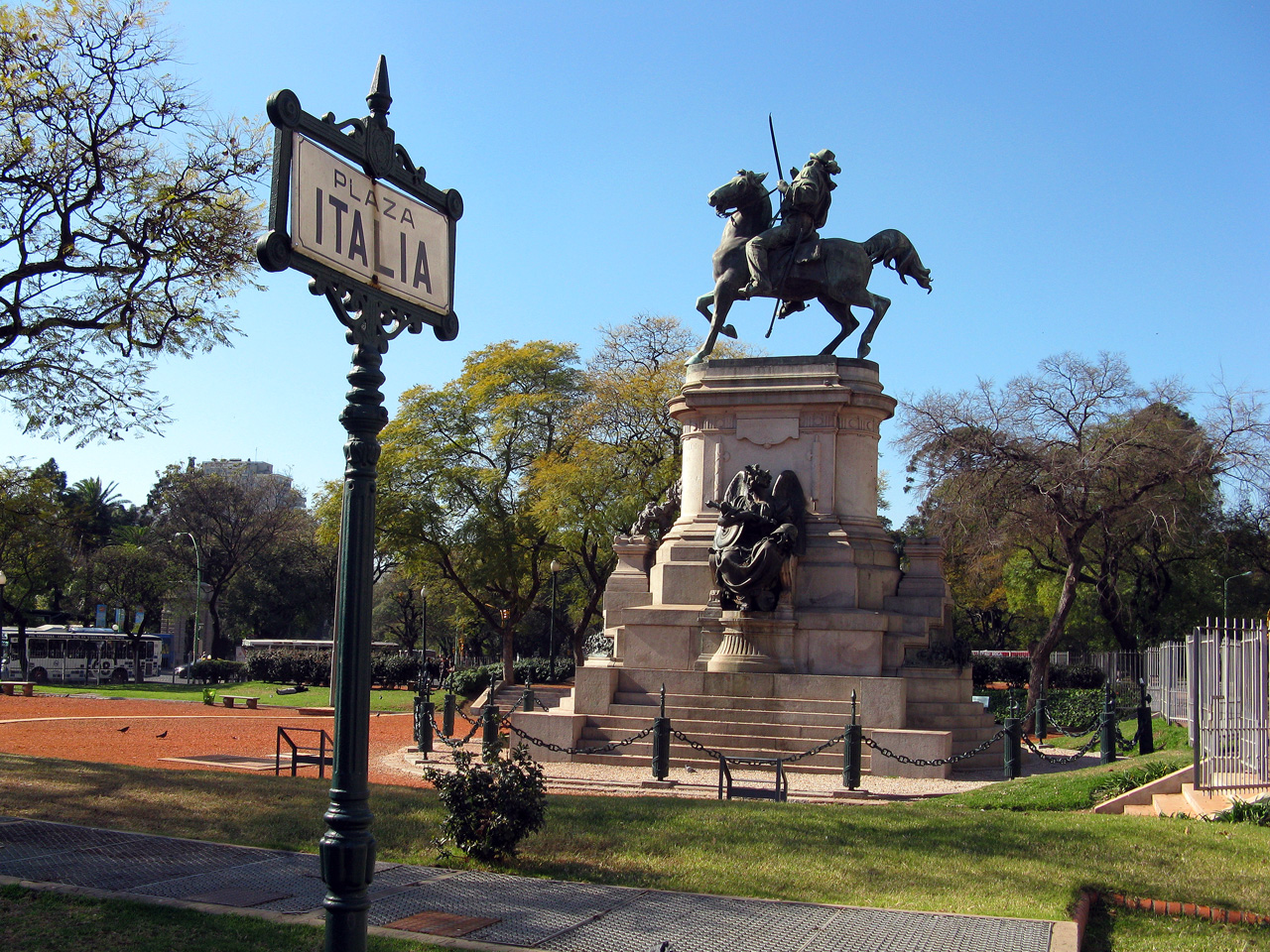
Plaza Italia, en el barrio de Palermo de la ciudad de Buenos Aires.

Sucedió a Adolfo Bullrich en su cargo de intendente de Buenos Aires a fines de 1902, cargo que conservó a lo largo de la última parte de la segunda presidencia de Julio Argentino Roca, hasta fines de 1904, cuando el cargo fue asignado a Carlos Roseti.
Durante su primera intendencia, se destacan la inauguración del Monumento a Garibaldi en la Plaza Italia, el 19 de junio de 1904, con un gran acto público encabezado por el presidente Roca, con presencia del expresidente Bartolomé Mitre, entre otros; y la realización del segundo censo municipal, entre el 11 y el 18 de septiembre de 1904. Por otra parte, reorganizó financieramente la ciudad, y también lo hizo en el terreno de la recolección de residuos. Ese mismo año, una ordenanza municipal decretó que las calles Caseros, Garay, San Juan, Independencia, Belgrano, Corrientes, Córdoba y Santa Fe deberían prepararse para un ensanche que las transformaría en avenidas, en el tramo desde Entre Ríos - Callao hasta el Puerto (a partir de Entre Ríos-Callao ya eran anchas). Sin embargo ésta medida no se ejecutó inmediatamente sino que se estableció que los nuevos edificios ya se construyeran retirados, facilitando la obra. La primera parte de estos ensanches (Belgrano, Corrientes, Córdoba y Santa Fe) se realizará en los años ´20 y ´30, mientras que la segunda parte de los ensaches (Caseros, Garay, San Juan e Independencia) recién se ejecutará en los años ´70.

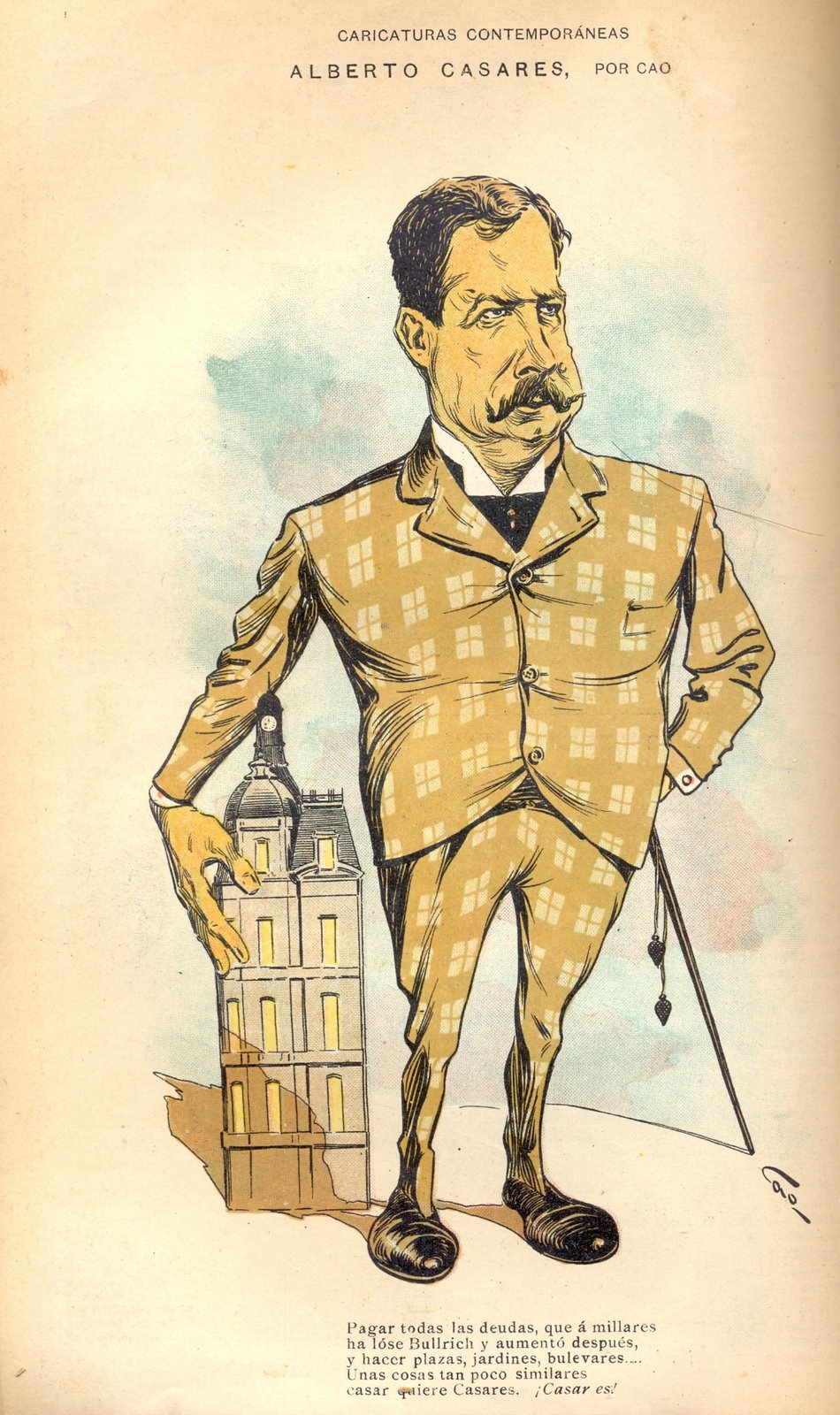
Casares en una caricatura de Caras y Caretas, realizada por José María Cao

Fue designado intendente por segunda vez por el presidente Manuel Quintana, en 1906. Durante este breve segundo período se destaca que en mayo de 1906 se realizó una importante obra: fue comprada a la financiera Baring Brothers la antigua Quinta Hale, que había pertenecido a la familia inglesa Hale Pearson, y que sumaba 82.173.067 m² de terrenos. El proyecto del intendente Casares fue el de proyectar sobre la quinta un barrio de residencias palaciegas de la aristocracia, aprovechando la vista privilegiada que daba al lugar la barranca del Río de la Plata. Hoy el barrio se conoce en el nombre de La Isla.
Fue contratado para ello el arquitecto francés Joseph Bouvard, Director de Parques de París, quien diseñó el trazado de calles y un pequeño belvedere que es hoy la plaza Mitre. Se realizó el loteo y la posterior subasta con gran éxito, y comenzó la construcción de los palacios, de los cuales ya casi no sobrevive ninguno.

### La expansión metropolitana

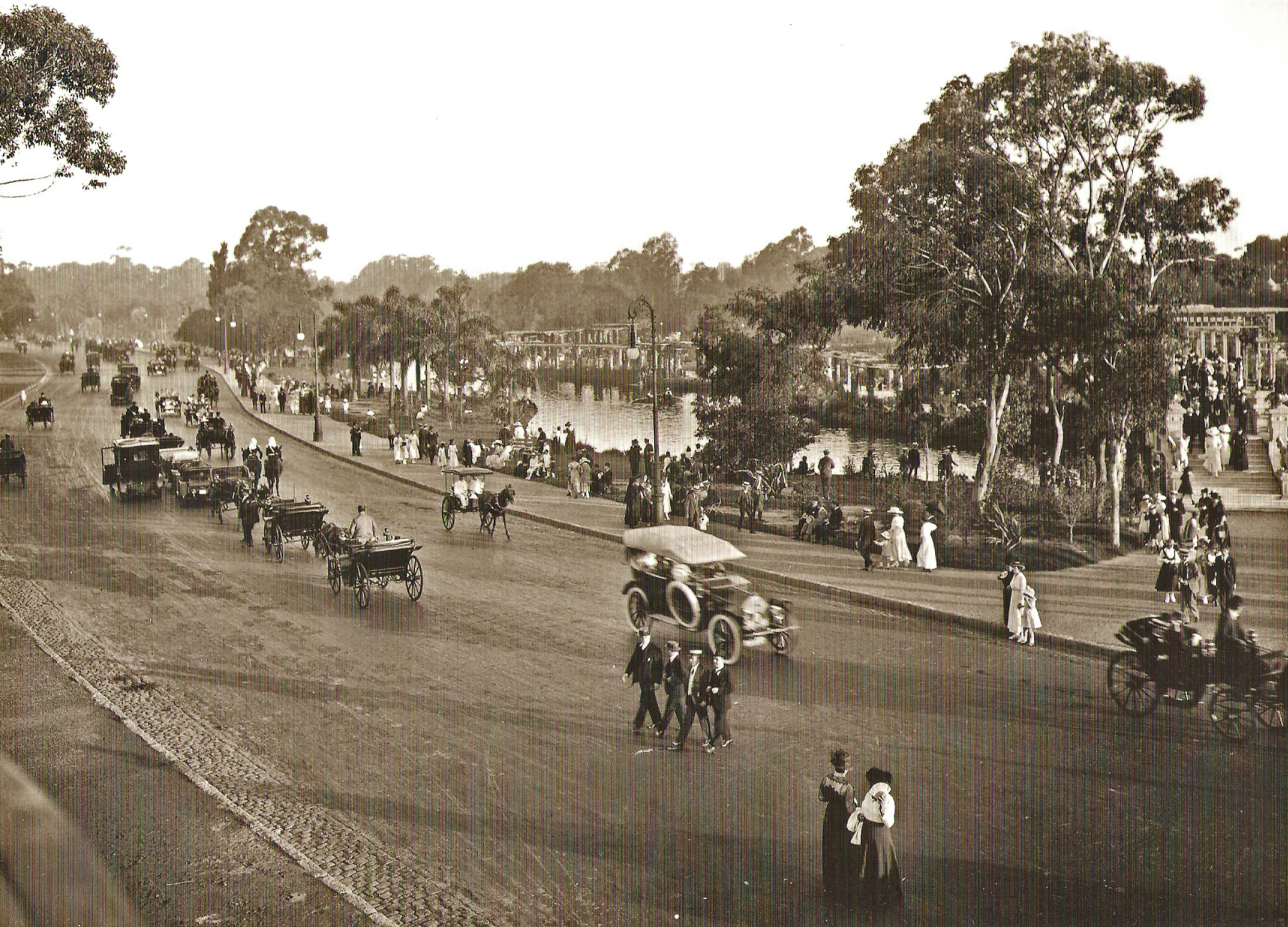
El flamante Rosedal de Palermo al norte de la ciudad (ca. 1916)

En 1895 se formó una comisión municipal para que realizara el primer plano público para todo el nuevo territorio de la Capital Federal, presidida por el ingeniero Carlos María Morales, secretario de Obras Públicas. El plano se realizó bajo los principios guías de la tradición ingenieril: regularidad, continuidad y homogeneidad, formando una grilla pública de manzanas que cuadriculó el territorio, al estilo de los “planos de extensión” que se realizaban en muchas ciudades europeas. El mismo se finalizó en 1898 (aunque se publicó seis años después) definiendo una nueva visión sobre el rol del Estado en la formación de la ciudad que se materializaría en las siguientes cuatro décadas, ya que toda operación inmobiliaria debió supeditarse a este plano público de calles. El objetivo final del mismo era garantizar que todas las nuevas urbanizaciones llevadas a cabo en el vasto territorio incorporado pudiesen formar parte de una ciudad integrada y equitativa.
Simultáneamente a la confección de este plano y en consonancia con las ideas de los reformadores de fin del siglo, las preocupaciones por la higiene y salubridad, se fueron desplazando a los nuevos problemas sociales y espaciales planteados por los loteos periféricos. Si bien en un primer momento los «arrabales», o «barrios suburbanos», fueron considerados como una opción positiva, sana y natural ante los insalubres conventillos del centro, al poco tiempo comenzaron a aflorar connotaciones negativas asociadas a sus pésimas condiciones higiénicas y estéticas generándose barrios insalubres y con edificaciones miserables. Esas cualidades condensaban los desequilibrios de la ciudad moderna y a la vez concibirieron al suburbio como un territorio susceptible de intervención para la administración pública.
Los urbanizadores de aquel entonces realizaron o propusieron algunos parques públicos, con la idea de formar una cintura verde que rodeara la ciudad. Con el correr de los años este anillo verde se fue conformando partiendo desde Palermo en el norte, pasando por Parque Rancagua (Los Andes), Parque Centenario, Parque Lezica (Rivadavia), Parque Chacabuco, Parque del Sur (Almirante Brown) y Parque Patricios. Esa fue la mayor parte de los parques que finalmente se realizaron en la Capital y su planteo muestra que el poder público no imaginaba todavía a la ciudad ocupando la totalidad del nuevo trazado: como ya se dijo, el objetivo explícito de la anhelada cintura verde era rodear higiénicamente a la ciudad consolidada conteniendo su proceso de expansión. Los nuevos parques se convirtieron en espacios públicos cualificadores de la cuadrícula en el proceso de su expansión, no solo por su papel político-ideológico o higiénico, sino porque se constituyeron en los principales ámbitos de intervención pública ante la cuadrícula regular. En efecto, funcionaron como organizadores institucionales del suburbio concentrando y atrayendo iniciativas públicas estatales o de la sociedad civil: en ellos se instalaron viveros, comedores infantiles, centros deportivos, auditorios, los primeros conjuntos de vivienda pública, hospitales, escuelas, etc. Así, la cuadrícula y los parques constituyeron el soporte para la transformación urbana de Buenos Aires.
A estos éxitos se sumó la acción de los profesionales locales que tomaron a su cargo las obras públicas y de saneamiento elaborando instrumentos de control como el Reglamento de Construcciones (aprobado en una primera versión de 1887), los planos de alineación y los planes de mejoras (1898-1904). Bajo esas directivas, el antiguo municipio y los partidos anexados se fueron homogeneizando exitosamente de manera «extendida» y de baja densidad sobre un territorio sin obstáculos geográficos. Sin embargo, a pesar de la intervención y el control oficial, persistieron durante largo tiempo los desequilibrios entre las zonas consolidadas y las nuevas. 
Recién en 1904 comenzaría un proceso masivo de suburbanización, gracias a la acción combinada de la electrificación de los tranvías (con la consiguiente baja de los boletos) y de los loteos en cuotas de los terrenos en los nuevos suburbios.
En líneas generales, el desarrollo de la suburbanización en Buenos Aires adquirió un carácter radial. A partir del centro histórico se extendieron líneas de alta densidad hacia el norte, el oeste y el sur, correspondientes a los ejes de transporte, que se generaron alrededor de los principales caminos y vías férreas. 
Contraponiéndose a estos ejes densos, aparecieron también cuñas hacia el suroeste y hacia el noroeste, de muy baja densidad y con claros espacios vacíos, casi siempre relacionados con terrenos inundables que correspondían a los valles fluviales (río Matanzas-Riachuelo, Maldonado, etc).

### Proyecto de municipalización del servicio eléctrico
En 1903 el intendente Casares impulsó un proyecto de estatización del servicio eléctrico impulsado por el ingeniero Jorge Newbery, tomando el modelo de explotación que había adoptado Montevideo. Newbery, quién fue un pionero de la aviación argentina y el primer ídolo del deporte nacional, había sido alumno de Edison en Estados Unidos y había elaborado un trabajo de ochenta páginas titulado Consideraciones generales sobre la municipalización de los servicios de alumbrado, que sería incluido en los Anales de la Sociedad Científica Argentina.
No sé desanimó el intendente Alberto Casares por este primer rechazo de su proyecto de usina municipal, porque al poco tiempo volvió con una nueva solución que contemplaba las críticas que se habían hecho a su proyecto primitivo. Envío a la consideración del Consejo Deliberante un contrato ad-referéndum celebrado con el ingeniero Thomas B. Holway, en representación de un sindicato extranjero, para fundar una compañía destinada a instalar la usina eléctrica municipal;
```
La Municipalidad contraía la única obligación de garantizar un interés del 4% sobre las acciones ordinarias preferidas, en cambio participaba en los beneficios y concurría a la integración del directorio; las tarifas serían fijadas por la Municipalidad con base en cargas extranjeras representadas por un interés del 5% y una amortización del 1%. Este proyecto también fue rechazado con toda injusticia como el anterior; la influencia de la C.A.T.E., era evidente y terminó por imponerse.
```

La Municipalidad de Buenos Aires poseía desde principios de siglo la Usina Eléctrica Municipal, ubicada en las calles Buchardo y Cuyo (actual Sarmiento). Casares presentó dos proyectos, que fueron sucesivamente rechazados por el Consejo Deliberante, que fue objeto de presiones y actos de corrupción por parte de la empresa CATE.
En la gestión anterior el intendente Bullrich había designado a un funcionario de la CATE al frente de la Dirección de Alumbrado. Durante su gestión no se realizaron inversiones, a la vez que la usina fue saboteada. Las presiones y obstáculos provenientes del sector privado quedaron reflejadas en el mensaje que Casares envió al Concejo Deliberante al presentar el segundo proyecto:

El nuevo fracaso sufrido al tratarse de solucionar este asunto, por medios destituidos de toda idea coercitiva, confirma una vez más lo sostenido en diversas oportunidades por el D.E. (Departamento Ejecutivo), esto es, lo imposibilidad completa que existe de arribar a acuerdos justicieros con las empresas establecidas, siempre que se trate de rozar, en lo más mínimo puntos que atañen a sus intereses, inconveniente que nace, sin duda alguna, en la perfecta seguridad que poseen de que, de hecho, están perfectamente garantizados.
Intendente Alberto Casares

Cuatro años después el intendente Carlos T. de Alvear le concedió el servicio eléctrico de la ciudad de la CATE, en una sesión que causó  escándalo en los periódicos de la época.

### Fallecimiento
Falleció el 9 de noviembre de 1906, a los 51 años, semanas después de ser designado nuevamente como intendente de la capital federal. Fue nombrado de manera interina Manuel Obarrio.